# Edward Henry Rich, VII conte di Warwick

Blasone della casata

Edward Henry Rich (gennaio 1698 – 16 agosto 1721) fu il settimo conte di Warwick, barone di Rich e quarto conte di Holland nonché membro della Camera dei Lord.

## Biografia
Era figlio di Edward Rich, VI conte di Warwick e di Charlotte Middleton, figlia di Sir Thomas Middleton.
Nel 1701, alla morte del padre, ereditò il titolo di conte di Holland e di conte di Warwick.
Nel 1718 fu nominato Gentiluomo di Camera di Georgio, Principe di Galles, e il 19 maggio 1719 divenne un Gentiluomo di Camera di Giorgio I di Gran Bretagna.
Morì a ventitré anni, ancora celibe e senza figli, nel 1721. Suo erede fu il cugino Edward Rich.